# كين ماركوس
كين ماركوس (بالإنجليزية: Ken Marcus)‏ هو مصور أمريكي، ولد في 2 أكتوبر 1946 في هوليوود في الولايات المتحدة.

## وصلات خارجية
- كين ماركوس على موقع ميوزك برينز (الإنجليزية)
- كين ماركوس على موقع ديسكوغز (الإنجليزية)